# Прескотт (Вашингтон)
Прескотт (англ. Prescott) — місто (англ. city) в США, в окрузі Валла-Валла штату Вашингтон. Населення — 372 особи (2020).

## Географія
Прескотт розташований за координатами 46°17′56″ пн. ш. 118°18′45″ зх. д. / 46.29889° пн. ш. 118.31250° зх. д. (46.298847, -118.312554).  За даними Бюро перепису населення США в 2010 році місто мало площу 1,05 км², уся площа — суходіл.

## Демографія
Згідно з переписом 2010 року, у місті мешкало 318 осіб у 136 домогосподарствах у складі 84 родин. Густота населення становила 304 особи/км².  Було 156 помешкань (149/км²).
Расовий склад населення:
| - 89,9 % — білих - 0,9 % — корінних американців - 0,6 % — чорних або афроамериканців - 6,0 % — осіб інших рас |

До двох чи більше рас належало 2,5 %. Частка іспаномовних становила 9,4 % від усіх жителів.
За віковим діапазоном населення розподілялося таким чином: 23,3 % — особи молодші 18 років, 62,5 % — особи у віці 18—64 років, 14,2 % — особи у віці 65 років та старші. Медіана віку мешканця становила 44,8 року. На 100 осіб жіночої статі у місті припадало 101,3 чоловіків;  на 100 жінок у віці від 18 років та старших — 100,0 чоловіків також старших 18 років.
Середній дохід на одне домашнє господарство  становив 40 759 доларів США (медіана — 28 854), а середній дохід на одну сім'ю — 42 160 доларів (медіана — 29 896). За межею бідності перебувало 41,9 % осіб, у тому числі 74,6 % дітей у віці до 18 років та 0,0 % осіб у віці 65 років та старших.
Цивільне працевлаштоване населення становило 146 осіб. Основні галузі зайнятості: освіта, охорона здоров'я та соціальна допомога — 32,9 %, роздрібна торгівля — 16,4 %, сільське господарство, лісництво, риболовля — 15,8 %.